# 1807 a tudományban
Az 1807. év a tudományban és a technikában.

## Publikációk
- Elkezdődik Alexander von Humboldt Le Voyage aux Régions equinoxiales du Nouveau Continent, fait en 1799-1804, par Alexandre de Humboldt et Aimé Bonpland című munkájának kiadása
- Megjelenik az első magyar nyelvű növényhatározó, Diószegi Sámuel és Fazekas Mihály Magyar füvészkönyv, mely a két magyar hazában találtatható növényeknek megismerésére vezet, a Linné alkotmánya szerént című munkája (Debrecen, 1807)

## Kémia
- Thomas Thomson: System of Chemistry (A kémia rendszere) című könyve[1]
- Kováts Mihály publikálja Chémia vagy Természettitka című könyvét (Buda, 1807, két kötet). Az egyetemes kémia területéről az első magyar nyelvű könyv, lényegében egy német szerző könyvének fordítása. A hiányzó magyar szókincs miatt maga gyártotta, erőltetett műszavakat használt, ezek többsége nem is maradt meg. (Nyulas Ferenc 1800-ban megjelent könyve analítikai kémiai tárgyú munka).[2]

## Csillagászat
- március 29. – Heinrich Wilhelm Olbers német orvos és csillagász felfedezi a negyedik kisbolygót, a Vestát.

## Születések
- január 6. – Petzval József magyar mérnök-matematikus, feltaláló, a Magyar Tudományos Akadémia tiszteleti tagja, a Bécsi Tudományos Akadémia tagja († 1891)
- január 15. – Hermann Burmeister német zoológus és entomológus († 1892)
- május 28. – Louis Agassiz svájci születésű amerikai paleontológus, glaciológus, geológus, a halak ősmaradványainak szakértője († 1873)
- szeptember 28. – Arnold Henry Guyot francia svájci-amerikai geológus, földrajztudós († 1884)
- november 14. – Auguste Laurent francia kémikus; felfedezte az antracént, a ftálsavat, azonosította a fenolt a karbolsavval, jelentősen hozzájárult a szerves kémia kialakulásához († 1853)

## Halálozások
- január 17. – Pierre Marie Auguste Broussonet francia természettudós, botanikus és ichthiológus (* 1761)
- február 24. – Rácz Sámuel bölcseleti és orvosdoktor, egyetemi tanár, a magyar nyelvű orvosi oktatás úttörője (* 1744)
- április 4. – Joseph Jerôme Lefrançais de Lalande francia csillagász (* 1732)
- április 14. – Jeremias Benjamin Richter német kémikus (* 1762)